# Accouchierhaus

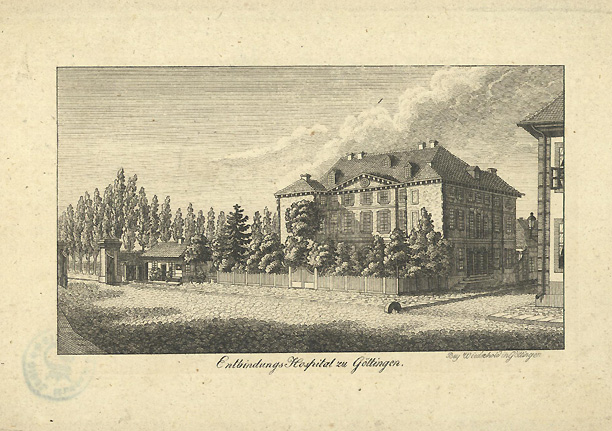
„Entbindungs Hospital zu Göttingen“, Kupferstich als Stammbuchblatt verlegt von Johann Carl Wiederhold

Accouchierhaus (von französisch accoucher „entbinden“) oder Gebäranstalt (auch Entbindungshaus) ist die Bezeichnung für einen im 18. Jahrhundert entstandenen Vorläufer der heutigen Entbindungskliniken.

## Bedeutung
Hauptzweck der Entbindungshospitäler, die in Deutschland im späten 18. und frühen 19. Jahrhundert entstanden, war die Ausbildung von Ärzten und Chirurgen zu Geburtshelfern („Accoucheuren“). Denn viele Regierungen und die Öffentlichkeit waren im Zuge der Aufklärung überzeugt, dass studierte männliche Mediziner eine bessere Geburtshilfe leisten könnten als die traditionellen Hebammen, die bis dahin dieses Feld beherrschten. Die Entbindungsanstalten, besonders an Universitäten, sollten den Studenten Gelegenheit zu praktischer Übung bieten. In zweiter Linie dienten die Accouchierhäuser dazu, Hebammen durch ärztliche Geburtshelfer auszubilden. Erst in dritter Linie ging es darum, bedürftige Frauen am Ende der Schwangerschaft, bei der Geburt und im Wochenbett zu unterstützen. Bis ins frühe 20. Jahrhundert war die große Mehrheit der Frauen, die ihr Kind in einem Entbindungshospital zur Welt brachten, unverheiratet. Sie wurden meist kostenlos versorgt. Als Gegenleistung mussten sie sich als Übungsobjekte für die Ausbildung der Studenten und Hebammenschülerinnen zur Verfügung stellen. Friedrich Benjamin Osiander, der von 1792 bis 1822 Direktor des Göttinger Universitäts-Entbindungshospitals war, sagte, die Patientinnen würden „gleichsam als lebendige Phantome“ (Übungspuppen) angesehen. Im Jahr 1804 richtete Adam Elias von Siebold ein Accouchierhaus in Würzburg ein.
Dass Mediziner sich der Geburtshilfe zuwandten, begründeten sie vor allem damit, dass sie das Leben von Müttern und Kindern retten könnten, das bei den angeblich unwissenden Hebammen in Gefahr sei. Die Müttersterblichkeit in den von Ärzten geleiteten Entbindungshospitälern war meist wesentlich höher als bei den Hausentbindungen, die durchweg von Hebammen betreut wurden.
Im Jahr 1751 wurde in Göttingen auf Initiative Albrecht von Hallers eine der ersten Universitäts-Entbindungsanstalten im deutschen Sprachraum eingerichtet. Zunächst war sie in zwei Räumen eines alten Armenhospitals untergebracht. Der 1785–1791 in Göttingen errichtete, großzügige Ersatzneubau (Kurze-Geismar-Straße 1) nach Entwurfsüberarbeitungen des Architekten Georg Heinrich Borheck wird noch heute Accouchierhaus genannt. → Eigener Artikel: Accouchierhaus Göttingen.
In Jena befindet sich das zweitälteste Accouchierhaus in Deutschland in der Jenergasse 8 / Ecke Fürstengraben, ein 1556 errichtetes Fachwerkhaus, das 1779 mithilfe des Mediziners Justus Christian Loder zu einer „Lehranstalt für Geburtshilfe“ hergerichtet worden war.